# Мейсон (округ, Кентукки)
Ме́йсон (англ. Mason County) — округ в штате Кентукки, США. Официально образован в 1789 году. Получил своё название в честь американского политического и государственного деятеля Джорджа Мейсона. По состоянию на 2010 год, численность населения составляла 17 490 человек.

## География
По данным Бюро переписи США, общая площадь округа равняется 638,695 км2, из которых 624,476 км2 суша и 14,219 км2 или 2,230 % это водоёмы.

## Население
По данным переписи населения 2000 года в округе проживает 16 800 жителей в составе 6 847 домашних хозяйств и 4 697 семей. Плотность населения составляет 27,00 человек на км2. На территории округа насчитывается 7 754 жилых строений, при плотности застройки около 12-ти строений на км2. Расовый состав населения: белые — 90,88 %, афроамериканцы — 7,16 %, коренные американцы (индейцы) — 0,15 %, азиаты — 0,37 %, гавайцы — 0,02 %, представители других рас — 0,57 %, представители двух или более рас — 0,85 %. Испаноязычные составляли 0,95 % населения независимо от расы.
В составе 31,30 % из общего числа домашних хозяйств проживают дети в возрасте до 18 лет, 54,20 % домашних хозяйств представляют собой супружеские пары проживающие вместе, 11,10 % домашних хозяйств представляют собой одиноких женщин без супруга, 31,40 % домашних хозяйств не имеют отношения к семьям, 27,60 % домашних хозяйств состоят из одного человека, 12,80 % домашних хозяйств состоят из престарелых (65 лет и старше), проживающих в одиночестве. Средний размер домашнего хозяйства составляет 2,41 человека, и средний размер семьи 2,92 человека.
Возрастной состав округа: 24,10 % моложе 18 лет, 8,00 % от 18 до 24, 28,50 % от 25 до 44, 23,90 % от 45 до 64 и 23,90 % от 65 и старше. Средний возраст жителя округа 38 лет. На каждые 100 женщин приходится 93,70 мужчин. На каждые 100 женщин старше 18 лет приходится 89,50 мужчин.
Средний доход на домохозяйство в округе составлял 30 195 USD, на семью — 37 257 USD. Среднестатистический заработок мужчины был 30 718 USD против 21 216 USD для женщины. Доход на душу населения составлял 16 589 USD. Около 12,90 % семей и 16,80 % общего населения находились ниже черты бедности, в том числе — 23,60 % молодёжи (тех, кому ещё не исполнилось 18 лет) и 13,70 % тех, кому было уже больше 65 лет.